# ランディ・トラヴィス
ランディ・ブルース・トレイウィック (Randy Bruce Traywick, 1959年5月4日 - )、ノースカロライナ州マーシュビル出身。芸名ランディ・トラヴィス (Randy Travis) はアメリカ合衆国のカントリー・ミュージック歌手、作曲家、俳優。1985年以降20枚のアルバムを発表し、50曲以上のシングルが『ビルボード』誌のカントリー・チャートにランクインし、うち16曲が第1位となった。1980年代半ば、300万枚以上を売り上げたアルバム『Storms of Life 』で名が知られるようになり、現在カントリー界の中心人物の1人とされる。このアルバムはネオトラディショナル・カントリーの発展に大きく貢献した。その後の作品は立て続けにプラチナ認定されている。
1990年代半ば、チャートに上ることが難しくなっていた。1997年、ワーナー・ブラザース・レコードからドリームワークス・レコードに移籍し、ゴスペルに方向性を変えた。以降『Three Wooden Crosses 』がカントリー・チャートで第1位となり、最優秀アルバム賞を3回などGMAダヴ・アウォードを何度か受賞した。歌手としての活動のみならず、『レインメーカー』(1997年)でマット・デイモンと共演、『ブラック・ドッグ』(1998年)でパトリック・スウェイジと共演、『テキサス・レンジャーズ』(2001年)でジェームズ・ヴァン・ダー・ビークと共演するなど多数の映画に出演し、連続テレビ・ドラマ『Touched by an Angel 』に7回放送分に出演するなど俳優としても活動している。彼は計2,500万枚を売り上げ、シングルで22回、アルバムで6回第1位となり、グラミー賞を6回、CMAアワードを6回、ACMアワードを9回、AMAアワードを10回、GMAダヴ・アワードを7回受賞し、ハリウッド・ウォーク・オブ・フェームに星が埋め込まれている。

## プライベート
2010年10月29日、19年の結婚生活を経てリブ・ハッチャーと離婚し、仕事上での関係も解消した。
2013年7月7日、テキサス州ダラス近郊の病院にウイルス性上気道呼吸器感染の後のウイルス性心筋症のため入院し、危篤状態であることが明らかになった。病院側はうっ血性心不全であると発表。7月10日、脳梗塞を起こし、脳圧を除く手術が行なわれた。

## ディスコグラフィ
| スタジオ・アルバム - Randy Traywick (1978年) - Storms of Life (1986年) - Always & Forever (1987年) - Old 8×10 (1988年) - No Holdin' Back (1989年) - Heroes & Friends (1990年) - High Lonesome (1991年) - Wind in the Wire (1993年) - This Is Me (1994年) - Full Circle (1996年) - You and You Alone (1998年) - A Man Ain't Made of Stone (1999年) - Inspirational Journey (2000年) - Rise and Shine (2002年) - Worship & Faith (2003年) - Passing Through (2004年) - Glory Train: Songs of Faith, Worship, and Praise (2005年) - Around the Bend (2008年) - 25th Anniversary Celebration (2011年) - Blessed Assurance (2011年) | コンピレーション・アルバム - Greatest Hits, Volume 1 (1992年) - Greatest Hits, Volume 2 (1992年) - Forever & Ever: The Best of Randy Travis (1995年) - Greatest No. 1 Hits (1998年) - Super Hits, Volume 1 (2000年) - Trail of Memories: The Randy Travis Anthology (2002年) - The Essential Randy Travis (2003年) - The Very Best of Randy Travis (2004年) - I Told You So: The Ultimate Hits of Randy Travis (2009年) - Three Wooden Crosses: The Inspirational Hits of Randy Travis (2009年) - I'll Fly Away (2010年) - Top 10 (2010年) - Randy Travis (2011年) ホリデイ・アルバム - An Old Time Christmas (1989年) - Songs of the Season (2007年) ライヴ・アルバム - Randy Ray: Live at the Nashville Palace (1982年) - Live: It Was Just a Matter of Time (2001年) |

## フィルモグラフィ
| - Matlock : The Big Payoff (1992年) - Matlock: The Mark (1993年) - Wind in the Wire (1993年) – 本人役 - Outlaws: The Legend of O.B. Taggart (1994年) - At Risk (1994年) – Ellison - Texas (1994年) – Capt. Sam Garner - ワイルド・ガンズ Frank & Jesse (1994年) – コール・ヤンガー - デス・リベンジ Dead Man's Revenge (1994年) – U. S. Marshall - A Holiday to Remember (1995年) – Clay Traynor - リノ・ギャンブル Edie & Pen (1996年) – Pony Cobb - サブリナ Sabrina, the Teenage Witch (1996年) - Boys Will Be Boys (1997年) – Lloyd Clauswell - 沈黙の断崖 Fire Down Below (1997年) – Ken Adams - Steel Chariots (1997年) – Rev. Wally Jones - Annabelle's Wish (1997年) – Adult Billy/Narrator - The Shooter (1997年) – Kyle - レインメーカー The Rainmaker (1997年) – Billy Porter - ブラック・ドッグ Black Dog (1998年) – Earl - T.N.T. (1998年) – Jim - ヘイ・アーノルド! Hey Arnold (1998年) – Appears as "Travis Randall" | - ベイビー・トーキング Baby Geniuses (1999年) – Control Room Technician - バウンティ・キッド The White River Kid (1999年) – Sheriff Becker - キング・オブ・ザ・ヒル King of The Hill (2000年) – 本人 - The Million Dollar Kid (2000年) – Businessman - ジョン・ジョン・イン・ザ・スカイ John John in the Sky (2000年) – John Claiborne - The Trial of Old Drum (2000年) – Charlie Burden Jr. (as an adult) - The Cactus Kid (2000年) – Pecos Jim - テキサス・レンジャーズ Texas Rangers (2001年) – Frank Bones - The Trial of Old Drum (2002年) – Charlie Burden Jr. (old) - The Long Ride Home (2003年) – Jack Fowler/Jack Cole - Apple Jack (2003年) – Narrator - Extreme Makeover: Home Edition (2004年) – 本人 - 悪魔と天使 The Visitation (2006年) – Kyle Sherman - On the Farm: The Prodigal Pig (2006年) – Porkchop - Lost: A Sheep Story (2006年) – Porkchop - ナショナル・トレジャー リンカーン暗殺者の日記 National Treasure: Book of Secrets (2007年) – 本人役 - The Gift: Life Unwrapped (2007年) – Ellison - The Wager (2007年) – Michael Steele - Jerusalem Countdown (2010年) – Jack Thompson |